# رضا بن سایح
رضا بن سایح (انگلیسی: Rédha Bensayah؛ زادهٔ ۲۲ اوت ۱۹۹۴) بازیکن فوتبال اهل الجزایر است.
از باشگاه‌هایی که در آن بازی کرده‌است می‌توان به باشگاه فوتبال القبائل اشاره کرد.
وی همچنین در تیم ملی فوتبال الجزایر بازی کرده‌است.